# Mary Sköldberg
Mary Margareta Sköldberg, född Ahlén den 27 oktober 1936, död den 17 mars 2014 i Partille, var en svensk landslagsspelare i handboll.

## Klubbkarriär
Mary Ahlén och hennes syster började tidigt med idrott och de spelade både fotboll och handboll i den lokala föreningen Partille IF. De spelade kvar i Partille IF till 1956 men valde sedan att spela för KvIK Sport i Göteborg och redan våren 1957 blev de svenska mästare med KvIK Sport. Mary Ahlén Johansson vann sedan SM-guld även 1958, 1959 och 1960 med KvIK Sport. Efter 1960 började hon åter att spela för Partille IF.

## Landslagskarriär
Enligt den äldre landslagsstatistiken spelade hon 22 landskamper från 1954 till 1962, medan den nya bara tar upp 5 landskamper inomhus med 1 gjort mål. Hon har spelat sina flesta landskamper utomhus vilket var det vanliga under 1950-talet. Dessa landskamper finns inte med i den nya statistiken på Svensk handboll. Inomhus debuterade hon mot Norge den 21 oktober 1956 i Oslo då Sverige vann med 4-3. Sista landskampen spelade hon inomhus mot Danmark i Värnamo den 5 november 1960. Utomhus spelade hon sin sista landskamp 1962 mot Norge.

## Privat
Mary Sköldberg (Ahlén) var tvillingsyster med Eva Ahlén som också spelade handboll och likaså nådde landslaget. Eva Ahlén och Mary Ahlén läste en kurs i kemiskteknisk kunskap på en yrkesskola 1956. De spelade då ännu för Partille IF.  Mary Sköldberg är begravd på Kvastekulla griftegård.